# Rose Angéline Nga
Rose Angéline Nga est la première femme colonel de l'armée camerounaise depuis 1er janvier 2001. Elle est médécin colonel, première femme directrice de la santé militaire et première femme chef de la première région de santé militaire du Cameroun.
Pédiatre de formation, le Docteur Rose Angéline Nga est spécialisée en urgence et réanimation infantile et néonatale.

## Biographie

### Formation
Rose Angéline Nga est née en août 1956 au Cameroun.
Le diplôme baccalauréat, obtenu en 1978 au Collège Saint-Thérèse de Mva'a à Okola, dans le département de la lékié sanctionne ses études primaires et secondaires. Elle poursuit ses études universitaires au Centre universitaire des sciences et de la santé (Cuss) de Yaoundé, aujourd'hui Faculté de Médécine et des Sciences Biomédicales (FMSB), d'où elle sort nantie d'un doctorat en médecine. Le 17 janvier 1985, elle est admise pour une formation d'officier à l’EMIA (l’École Militaire Inter-armée) de Yaoundé et figure parmi les trois premières de la promotion intitulée Martin-Paul Samba. Elle et Elisabeth Henriette Mindzié sont les deux femmes retenues cette année là.
Après plusieurs années passées dans l’administration au Ministère de la Défense comme chargée d'études, elle continue ses études à l'Université de Bordeaux pour spécialisation. En 1994, elle devient pédiatre spécialisée en urgence et réanimation infantile et néonatale.

### Carrière
En 1997, elle est chef de service de pédiatrie à l'hôpital militaire de Yaoundé et promue lieutenant-colonel.
Le 1er janvier 2001, elle est nommée par décret présidentiel colonel et, plus tard, en octobre de la même année, médécin-chef de l'hôpital militaire de Garoua et chef de la troisième région de santé militaire.
En 2009, elle prend les commandes de la première région de la santé militaire à Yaoundé.